# Granchio nero
Granchio nero (Svart krabba) è un film del 2022 diretto da Adam Berg.

## Trama
Per mettere fine ad una guerra apocalittica e salvare sua figlia, una donna insieme ad altri cinque soldati accetta una missione che potrebbe essere la soluzione per porre fine al conflitto: dovranno trasportare un carico molto segreto attraversando un mare ghiacciato coi pattini. La missione è estremamente rischiosa e inoltre ciò che trasportano si rivelerà essere qualcosa di molto pericoloso.

## Distribuzione
Il film è stato distribuito sulla piattaforma Netflix a partire dal 18 marzo 2022.

## Riconoscimenti
- 2022 - Guldbagge
  - Migliore scenografia a Linda Janson
  - Migliore fotografia a Jonas Alarik
  - Migliori effetti visivi a Simon Sandin